# 基隆臨港線
基隆臨港線（キールンりんこうせん、正体字: 基隆臨港線、英文表記: Keelung Harbor Line）は、かつて台湾基隆市の基隆駅から基隆港の西4碼頭駅を結んでいた台湾鉄路管理局の貨物線である。

## 概要

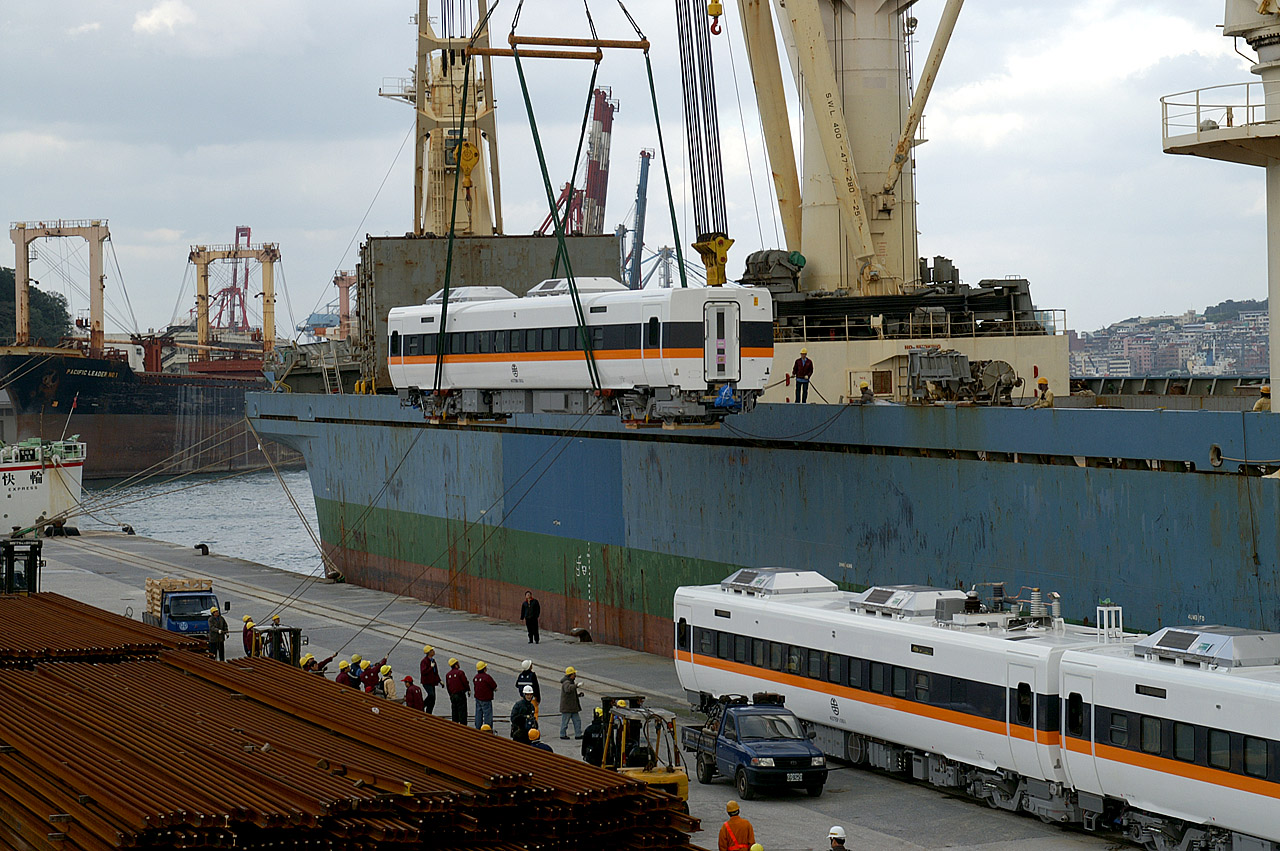
基隆港に荷揚げされたTEMU1000型電車

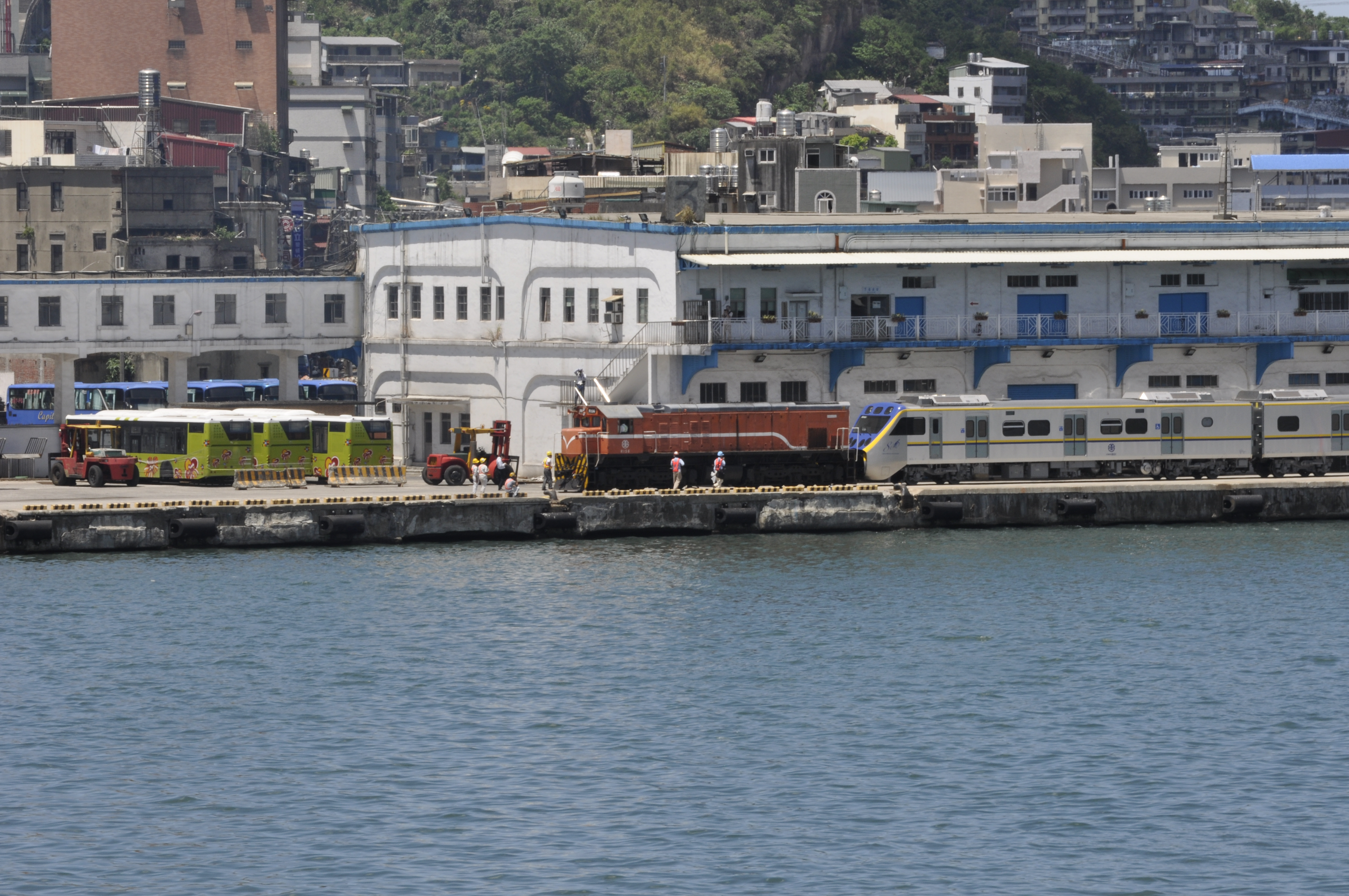
基隆港に荷揚げされたEMU800型電車

当線は基隆駅を起点にして、基隆港西岸を主として、基隆外港特種碼頭聯絡線、台肥支線など多くの路線が分岐しており、台肥支線との分岐点には仙洞操車場もあった。牛稠港から外港に通じる復興隧道（トンネル）は、台湾鉄路管理局としては珍しい鉄道道路併用トンネルであった。

2003年12月3日に最後の列車が運行し、12月4日、復興隧道を含む基隆港西6碼頭以降の路線運行を休止した。西岸碼頭線はわずかに小さな操車場を残すだけとなった。

2011年9月鉄路改建工程局の基隆駅都市更新駅区移転計画に呼応し、西4碼頭を結ぶ1線を残して基隆駅操車場と西岸碼頭線の大部分を撤去した。多くの台湾鉄路管理局の新車輌がここに荷揚げされている。

2015年6月29日より基隆駅の新駅舎が供用されたため、残っていた西4碼頭への線路も廃止された。

以後、台鉄の新車輌陸揚げは台中港および台中港線にその役割を譲っている。

## 使用車両
台湾鉄路管理局の新車輌が荷揚げされる際はR150型ディーゼル機関車が牽引する。

## 駅一覧
| 駅名      | 駅名         | 駅間 キロ | 累計 キロ | 接続路線・備考          | 所在地 |
| 日本語    | 繁体字中国語 | 駅間 キロ | 累計 キロ | 接続路線・備考          | 所在地 |
| --------- | ------------ | --------- | --------- | ----------------------- | ------ |
| 基隆駅    | 基隆站       | 0.0       | 0.0       | ■台湾鉄路管理局：縦貫線 | 基隆市 |
| 西4碼頭駅 | 西4碼頭站    |           |           |                         | 基隆市 |